# Каик
Каик или Каикос су у грчкој митологији били бог североисточног ветра, као и један речни бог.

## Бог ветра
Његово име потиче од грчке речи kakía, што значи зао, покварен. Његовом имену су кумовали Атињани (име је написано на кули ветрова у Атини), јер је доносио хладно време, снег и мећаву. Његов штит је препун града. Представљан је као човек са озбиљним изразом лица, дуге косе и браде.

## Речни бог
Каик (или Кек) је био речни бог у Теутранији у јужној Мизији (Анатолија). Родитељи су му били Океан и Тетија, а имао је кћерку Окироју. Према Плутарху, био је син Хермеса и Окироје и бацио се у реку која је добила назив по њему.